# Michael Stifel
Michael Stifel, ou ainda Styfel, Stieffel, Stiefel, (Esslingen, 1487 — Jena, 19 de Abril de 1567) foi um matemático alemão. Descobriu o logaritmo e inventou uma breve tabela logarítmica décadas antes de John Napier. Publicou "Arithmetica integra" em 1544.

## Vida

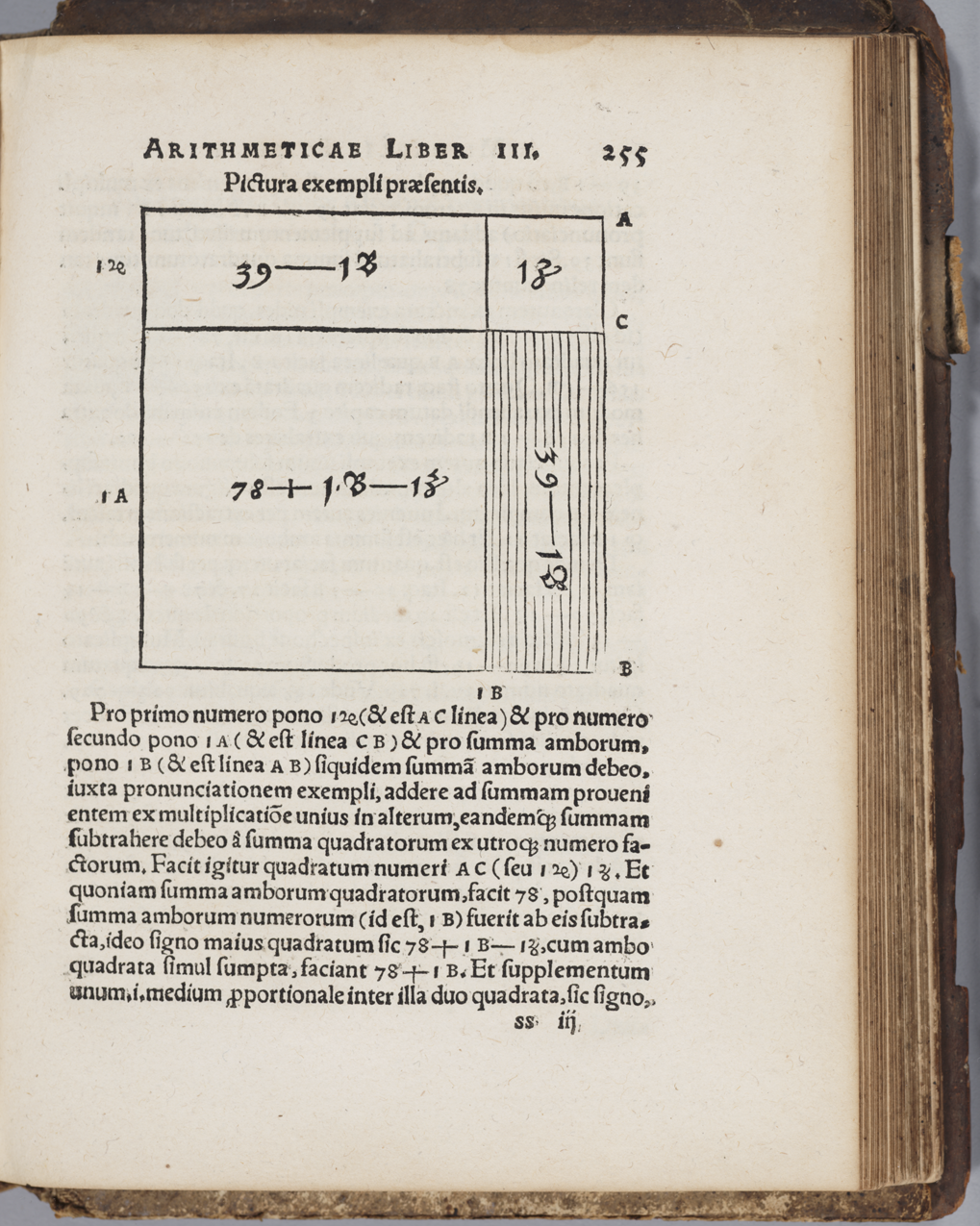
Arithmetica Integra (1544), p. 225

Michael foi criado pela igreja, estudou na Universidade de Wittenberg. Entrou no monastério de Augustinian, em Esslingen, e foi ordenado em 1511. Foi expulso do monastério em 1522, por acreditar que de certa forma a igreja retinha dinheiro dos mais pobres. Stifel não se sentia bem com esta situação. Procurou refúgio com Luteranos e viveu na própria casa de Lutero por um tempo. Lutero conseguiu um cargo de pastor para Stifel, mas ele cometeu o erro de querer “prever” o fim do mundo. Quando perceberam que ele estava errado, foi preso e demitido de seu cargo.  Em 1535 mudou-se para uma paroquia em Holzdorf, e permaneceu lá por 12 anos. Em 1547 Stifel foi para a Prússia. Enquanto esteve lá, lecionou matemática e teologia na universidade de Königsberg, voltando três anos mais tarde para Saxônia. Em 1559 Stifel conseguiu um cargo na universidade de Jena, onde lecionou aritmética e geometria, embora sua pesquisa fosse sobre aritmética e álgebra. Inventou logaritmos independentemente de Napier usando uma aproximação totalmente diferente. Seu trabalho mais famoso é “Aritmética na integra” que foi publicado em 1544, quando estava em Holzdorf. Também criou uma regra para o binômio de Newton que mencionava que "a soma de dois números binominais de mesmo numerador e denominadores consecutivos é um número binominal cujo numerador possui uma unidade a mais que os numeradores das parcelas e o denominador é o maior dos denominadores das parcelas." Essa regra ficou conhecida como Relação de Stifel.

## Trabalhos
- Von der Christförmigen, rechtgegründeten leer Doctoris Martini Luthers, ein überuß schön kunstlich Lyed: sampt seiner neben ußlegung / Bruder Michael Styfel, Augustiner von Eßlingen – s. l., s. a. – 30 Bl.: Holzschn.; (dt.). Ediert in: Flugschriften aus den ersten Jahren der Reformation, hrsg. von Otto Clemen, Band 3,7, Leipzig 1909.
- Wider Doctor Murnars falsch erdycht Lyed von dem Undergang christlichs Glaubens, Bruoder Michael Styfels v. Eßlingen Uszleg u. christliche Gloß darüber. S.l. 1522.
- Evangelium von den zehen pfunden Matthei. am XXV. mitt schöner christlicher ußlegung. Straßburg 1522.
- Antwort Michel Styfels uff Doctor Thoman Murmars murnarrische Phantasey. Mit e. kurtzen beschreibung des glaubens Christi darzu von Kayserlicher oberkeit, Wittenberg 1523.
- Evangelium von des verlornen Son Luce, xv. ca. Ain mensch hatt gehabt zwen sön [et]c., s. l., 1523.
- Ein Rechen Büchlin Vom EndChrist. Wittenberg 1532 (online der Universitätsbibliothek Regensburg).[1]
- Arithmetica integra. Nürnberg 1544
  - Übersetzung: Vollständiger Lehrgang der Arithmetik. Deutsche Übersetzung von Eberhard Knobloch und Otto Schönberger. Königshausen & Neumann, Würzburg 2007, ISBN 978-3-8260-3561-6.
- Deutsche Aritmetica. Nürnberg 1545.
- Rechenbuch von der welschen und deutschen Practick. Nürnberg 1546.
- Die Coss Christoffs Rudolffs. Königsberg 1553[2]
- Kurzer Abriß der gesamten Lehre Euklids im zehnten Buch seiner Elemente. Königsberg 1551.
- Ein sehr wunderbarliche Wortrechnung sampt einer mercklichen Erklerung etlicher Zalen Danielis und der Offenbarung Sanct Johannis. [S.l.] 1553.